# Concours de procès simulé en droit international Charles Rousseau
 (novembre 2022).
La mise en forme du texte ne suit pas les recommandations de Wikipédia : il faut le « wikifier ».
Les points d'amélioration suivants sont les cas les plus fréquents :
- Les titres sont pré-formatés par le logiciel. Ils ne sont ni en capitales, ni en gras.
- Le texte ne doit pas être écrit en capitales (les noms de famille non plus), ni en gras, ni en italique, ni en « petit »…
- Le gras n'est utilisé que pour surligner le titre de l'article dans l'introduction, une seule fois.
- L'italique est rarement utilisé : mots en langue étrangère, titres d'œuvres, noms de bateaux, etc.
- Les citations ne sont pas en italique mais en corps de texte normal. Elles sont entourées par des guillemets français : « et ».
- Les listes à puces sont à éviter, des paragraphes rédigés étant largement préférés. Les tableaux sont à réserver à la présentation de données structurées (résultats, etc.).
- Les appels de note de bas de page (petits chiffres en exposant, introduits par l'outil «  Source ») sont à placer entre la fin de phrase et le point final[comme ça].
- Les liens internes (vers d'autres articles de Wikipédia) sont à choisir avec parcimonie. Créez des liens vers des articles approfondissant le sujet. Les termes génériques sans rapport avec le sujet sont à éviter, ainsi que les répétitions de liens vers un même terme.
- Les liens externes sont à placer uniquement dans une section « Liens externes », à la fin de l'article. Ces liens sont à choisir avec parcimonie suivant les règles définies. Si un lien sert de source à l'article, son insertion dans le texte est à faire par les notes de bas de page.
- La présentation des références doit suivre les conventions bibliographiques. Il est recommandé d'utiliser les modèles {{Ouvrage}}, {{Chapitre}}, {{Article}}, {{Lien web}} et/ou {{Bibliographie}}. Le mode d'édition visuel peut mettre en forme automatiquement les références.
- Insérer une infobox (cadre d'informations à droite) n'est pas obligatoire pour parachever la mise en page.

Pour une aide détaillée, merci de consulter Aide:Wikification.
Si vous pensez que ces points ont été résolus, vous pouvez retirer ce bandeau et améliorer la mise en forme d'un autre article.
Le Concours Charles-Rousseau est un concours francophone de procès-simulé en droit international, créé en 1985. Le concours, ouvert aux universitaires d’établissements d’enseignement supérieur de tous les pays, est destiné à développer la connaissance et la maîtrise du droit international public. Chaque année, entre 150 et 200 personnes se retrouvent à l’occasion des épreuves orales du concours. Les équipes d’étudiants et leurs instructeurs viennent participer quand les universitaires, professeurs et praticiens exercent les fonctions de jury.
Le concours Charles-Rousseau est renommé dans les milieux spécialisés pour son niveau élevé d'exigences. Il connaît un grand succès auprès des étudiants, pour l’esprit d’émulation qu’il induit, et pour ses vertus pédagogiques,,,,.
Le concours est l’un des procès-simulés les plus prestigieux en droit international et l’une des compétitions de procès-simulé reconnues par les Nations unies. Il est considéré comme l’équivalent francophone du concours de procès-simulé Jessup,. Le concours a notamment pu compter sur le soutien de juges ayant œuvré dans divers tribunaux internationaux, dont la Cour Internationale de Justice et d’anciens tribunaux pénaux internationaux.

## Origines
Le Concours Rousseau est organisé sous l’égide du Réseau francophone de droit international (RFDI). Il est fondé en 1985 par Daniel Turp, professeur à l’Université de Montréal et internationaliste réputé auquel se sont joints les professeurs Éric David, Pierre Klein et Daniel Dormoy, ce dernier ayant pris l’initiative de la création du RFDI. Le concours de plaidoiries Philip C. Jessup International Law Moot Court Competition fut l'une des sources d'inspiration des fondateurs du RFDI. Le concours bénéficie de l’appui de plusieurs sociétés savantes et sociétés nationales de droit international, dont la Société belge de droit international, la Société française pour le droit international et la Société québécoise de droit international. Le RFDI a également reçu le Prix Édouard-Bonnefous de l’Institut de France en 2014, prix utilisé afin d’appuyer financièrement les délégations en provenance d’Universités du Sud ou de l’Est. 
Le RFDI a pour objectif de promouvoir l’étude et la recherche francophones en droit international, notamment par l’organisation du Concours Charles-Rousseau, et de rencontres et colloques scientifiques internationaux. Il collabore ou a collaboré avec de nombreuses autres institutions attachées au monde universitaire et à la Francophonie. Le RFDI est dirigé par un Bureau et dispose également d’un conseil d’administration et d’un conseil d’orientation.
L’intitulé du concours vise à honorer la mémoire du professeur de droit international public Charles Rousseau ayant notamment dirigé l’Institut d’études politiques de Paris, œuvré en tant qu’agent devant la Cour internationale de justice et été directeur de la Revue générale de droit international public. Il est l’auteur de nombreuses publications de droit international public dont un traité publié en cinq volumes (1971-1983) et il a prononcé de nombreuses conférences, notamment à l’Académie de droit international de La Haye. 
Le Concours se tient annuellement au printemps dans une ville différente. Depuis sa création, il a eu lieu 3 fois à Sherbrooke, 1 fois à Lyon, 5 fois à Bruxelles, 3 fois à Montréal, 4 fois à Genève, 3 fois à La Haye, 2 fois à Québec, 4 fois à Paris, 3 fois à Tunis, 1 fois à Kiel-Hambourg, 1 fois à Beyrouth, 1 fois à Clermont-Ferrand, 1 fois à Bucarest, 1 fois à Sceaux, 1 fois à La Havane, 1 fois à Cotonou, 1 fois à Angers, 1 fois à Brest, 1 fois à Strasbourg. En 2021, le Concours Rousseau s’est déroulé en ligne en raison des restrictions liées à la Covid-19.

## Fonctionnement
Le Concours Rousseau porte chaque année sur un cas fictif se déroulant devant une juridiction internationale telle que la Cour internationale de Justice, l’Organisation internationale du travail, le Tribunal international du droit de la mer ou l’Organe de règlement des différends de l’Organisation mondiale du commerce,. La phase orale du concours est précédée d’un colloque portant sur les thèmes principaux du cas fictif,,,. Les équipes s’y affrontent autour d’un cas fictif, pour lequel elles doivent présenter leurs mémoires puis plaider devant des spécialistes du droit international.
La phase préliminaire du concours est la phase écrite, les équipes participantes doivent soumettre un mémoire pour chacune des deux parties au différend. Ensuite, la phase orale du Concours Rousseau se déroule en deux temps. Premièrement, les équipes participantes doivent se qualifier lors des joutes pré-éliminatoires ou épreuves de qualification. Lors de ces épreuves, chaque institution participante présente normalement deux équipes de deux plaideurs, défendant chacune une des deux Parties au différend. Deuxièmement, les huit équipes ayant récolté le plus de points lors des épreuves de qualification accéderont aux épreuves finales du Concours Rousseau. Lors des épreuves finales (quarts de finale, demi-finales et finale), chaque équipe se compose de deux à quatre plaideurs représentant l’une ou l’autre des parties au différend. Confrontés à un cas pratique complexe et proche de la réalité, les étudiants doivent entreprendre des recherches approfondies sur de nombreux problèmes juridiques. En outre, les plaidoiries, loin de se limiter à un simple exercice d’éloquence, obligent les étudiants à assurer une maîtrise sans faille du droit international, car ils sont généralement soumis à cette occasion à un jeu de questions savantes sur les divers aspects de la matière par un jury de professeurs et d’experts.

## Institutions participantes
Plus de cent institutions de 36 pays différents y ont participé : Algérie, Allemagne, Argentine, Belgique, Bénin, Brésil, Bulgarie, Burkina Faso, Burundi, Cameroun, Canada, Chili, Colombie, Congo, Côte-d’Ivoire, Égypte, États-Unis d’Amérique, France, Grèce, Hongrie, Liban, Maroc, Moldavie, République Démocratique du Congo, République tchèque, Roumanie, Royaume-Uni, Russie, Rwanda, Sénégal, Suisse, Tchad, Togo, Tunisie, Ukraine, Venezuela,,,,,,,,,,.

## Prix et palmarès des équipes gagnantes
Le Concours Rousseau offre l’occasion aux équipes participantes et aux plaideurs de remporter de nombreux prix dont : 
1. Le prix Charles Rousseau de la meilleure équipe
2. Le Prix Katia Boustany de l’équipe finaliste
3. Le prix Henri Rolin des meilleures observations écrites
4. Le prix du meilleur plaideur lors de la finale
5. Les prix des quarts-de-finalistes
6. Le palmarès des meilleurs plaideurs lors des épreuves éliminatoires

| Année | Lieux de la compétition et institution hôte                                                                        | Organe juridictionnel                                                              | Prix Charles Rousseau (Meilleure équipe)                                                    | Prix Katia Boustany (Équipe finaliste)                                    | Prix Henri Rolin (Meilleures observations écrites)                              | Prix Jacques Yvan Morin (Meilleur plaideur)                                                                                |
| ----- | --- | ---------------------------------------------------------------------------------- | ------------------------------------------------------------------------------------------- | ------------------------------------------------------------------------- | ------------------------------------------------------------------------------- | --- |
| 2025  | La Haye | Cour internationale de justice                                                     | Université d'Angers                                                                         | Université d'Ottawa                                                       | Université Catholique de Louvain                                                | Dorian Smets (Université Catholique de Louvain)                                                                            |
| 2024  | Bruxelles (Université libre de Bruxelles)                                                                          | Cour internationale de justice                                                     | Université d'Angers                                                                         | Université de Montréal                                                    | Université catholique de Louvain                                                | Béatrice Legasse (Université de Montréal)                                                                                  |
| 2023  | Longueuil (Université de Sherbrooke)                                                                               | Cour internationale de justice                                                     | Aix Marseille Université                                                                    | Université catholique de Louvain                                          | Université catholique de Louvain                                                | Joséphine Peyrache (Aix Marseille Université) Mention spéciale du jury à Thibault Neuzy (Université catholique de Louvain) |
| 2022  | Brest (Université de Bretagne occidentale)                                                                         | Cour internationale de justice                                                     | Aix Marseille Université                                                                    | Université de Sherbrooke                                                  | CY Cergy Paris Université                                                       | Arzouma Zongo (Université libre de Bruxelles)                                                                              |
| 2021  | Édition en ligne en raison de la Covid-19                                                                          | Cour internationale de justice                                                     | Université Paris Nanterre                                                                   | Université d’Aix Marseille                                                | Université d’Angers                                                             | Lucile Jay-Robert (Aix-Marseille Université) et Lucas Dal Molin (Université Paris Nanterre)                                |
| 2020  | Devait être organisée à Hammamet (phase orale annulée en raison de la Covid-19)                                    | Cour internationale de justice                                                     | N/A                                                                                         | N/A                                                                       | Université Libre de Bruxelles                                                   | N/A |
| 2019  | Strasbourg (Université de Strasbourg)                                                                              | Groupe spécial de l’Organisation Mondiale du Commerce                              | Université du Québec à Montréal                                                             | Université de Strasbourg                                                  | Université Libre de Bruxelles                                                   | Iliana Soenens (Université de Strasbourg) et André-Philippe Ouellet (Université du Québec à Montréal) (ex aequo)           |
| 2018  | Angers (Université d’Angers)                                                                                       | Tribunal international du droit de la mer                                          | Université Aix Marseille                                                                    | Université Libre de Bruxelles                                             | Université Libre de Bruxelles                                                   | Marianne Chagnon (Université libre de Bruxelles)                                                                           |
| 2017  | Cotonou (Université d’Abomey-Calavi)                                                                               | Cour internationale de justice                                                     | Université de Sherbrooke                                                                    | Université libre de Bruxelles                                             | Université Paris 2 Panthéon-Assas                                               | Vanessa Ntaganda (Université de Montréal)                                                                                  |
| 2016  | Cuba (Université de Montréal et Université de La Havane)                                                           | Cour internationale de justice                                                     | Université fédérale de Minas Gerais                                                         | Institut des hautes études internationales et du développement            | Université libre de Bruxelles                                                   | Peter Tzeng (Université Yale)                                                                                              |
| 2015  | Sceau (Université Paris-Saclay par l’Université Paris-Sud et l’Université de Versailles Saint-Quentin-en-Yvelines) | Cour internationale de justice                                                     | Université de Strasbourg                                                                    | Université Laval                                                          | Université Paris 2 Panthéon-Assas                                               | Guillaume B. Beaumier (Université Laval)                                                                                   |
| 2014  | Longueuil (Université de Sherbrooke)                                                                               | Tribunal arbitral                                                                  | Université d’Ottawa, section Common Law                                                     | Université Paris 1 Panthéon-Sorbonne                                      | Université Paris 2 Panthéon-Assas                                               | Marie-Pier Dupont (Université d’Ottawa, section Common Law)                                                                |
| 2013  | Bucarest (Université de Bucarest)                                                                                  | Cour internationale de justice                                                     | Université de Montréal                                                                      | Université nationale Académie Mohyla de Kiev                              | Université Paris-Sud 11                                                         | Maksym Popovych (Université nationale Académie Mohyla de Kiev)                                                             |
| 2012  | Clermont-Ferrand (Université de Clermont-Ferrand)                                                                  | Centre international pour le règlement des différends relatifs aux investissements | Université du Québec à Montréal                                                             | Université Paris 1 Panthéon-Sorbonne                                      | Université Paris Ouest Nanterre la Défense                                      | Johannie Dallaire (Université du Québec à Montréal)                                                                        |
| 2011  | Beyrouth (Université Antonine et de l’Université la Sagesse)                                                       | Cour internationale de justice                                                     | Université Aix-Marseille III                                                                | Université Laval                                                          | Université Paris 2 Panthéon-Assas                                               | William St-Michel (Université Laval)                                                                                       |
| 2010  | Montréal (Université du Québec à Montréal)                                                                         | Groupe spécial de l’Organisation Mondiale du Commerce                              | Université Laval                                                                            | Université de Montréal                                                    | Université Laval et Université Paris 2 Panthéon-Assas (ex æquo)                 | Laurence Brunet-Baldwin (Université d’Ottawa, section Common Law)                                                          |
| 2009  | Bruxelles (Université libre de Bruxelles)                                                                          | Cour internationale de justice                                                     | Université McGill                                                                           | Université Paris 1 Panthéon-Sorbonne                                      | Université libre de Bruxelles                                                   | Magali De Vinck (Université libre de Bruxelles)                                                                            |
| 2008  | Tunis (Université Tunis el Manar)                                                                                  | Cour pénale internationale                                                         | Institut des hautes études internationales et du développement                              | Université Laval                                                          | Institut des hautes études internationales et du développement                  | Marie Vander Elst (Université libre de Bruxelles)                                                                          |
| 2007  | Paris (Université Paris-Sud 11)                                                                                    | Groupe spécial de l’Organisation Mondiale du Commerce                              | Université du Québec à Montréal                                                             | Université de Potsdam                                                     | Université Paris-Sud 11                                                         | Edith Weemaels (Université libre de Bruxelles)                                                                             |
| 2006  | Tunis (Université Tunis el Manar)                                                                                  | Cour internationale de justice                                                     | Université du Québec à Montréal                                                             | Université Paris-Sud 11                                                   | Université Paris 1 Panthéon-Sorbonne                                            | Anna Weglowska (Université libre de Bruxelles)                                                                             |
| 2005  | Québec (Université Laval)                                                                                          | Tribunal arbitral                                                                  | Université du Québec à Montréal                                                             | Université libre de Bruxelles                                             | Université du Québec à Montréal                                                 | Valérie Scott (Université du Québec à Montréal)                                                                            |
| 2004  | Genève (Institut universitaire de hautes études internationales de Genève IUHEI)                                   | Cour internationale de justice                                                     | Université Paris-Sud 11                                                                     | Université Paris 1 Panthéon-Sorbonne                                      | Université libre de Bruxelles                                                   | Elodie Tranchez (Université Aix-Marseille III)                                                                             |
| 2003  | Paris (Université Paris-Sud 11)                                                                                    | Cour internationale de justice                                                     | Université libre de Bruxelles                                                               | Université McGill                                                         | Université Paris-Sud 11                                                         | Andra-Diana Chiriac (Université de Bucarest) et Jérôme Lussier (Université McGill) (ex æquo)                               |
| 2002  | Québec (McGill et Société québécoise de droit international)                                                       | Cour pénale internationale                                                         | Université libre de Bruxelles et Université McGill (ex æquo)                                | Équipes ex aequo                                                          | Université McGill                                                               | Jean-François Peyronnard (Université McGill)                                                                               |
| 2001  | Bruxelles-La Haye (Université libre de Bruxelles et Cour internationale de justice)                                | Cour internationale de justice                                                     | Université libre de Bruxelles                                                               | Université McGill                                                         | Université McGill                                                               | Diane Sheinberg (Université libre de Bruxelles) et prix spécial du jury à Antoine Motulsky (Université McGill)             |
| 2000  | Kiel-Hambourg (Tribunal international du droit de la Mer et Université de Kiel)                                    | Tribunal international du droit de la mer                                          | Université McGill                                                                           | Université Paris 1 Panthéon-Sorbonne                                      | Université Paris Ouest Nanterre la Défense                                      | Nicolas Burniat (Université libre de Bruxelles)                                                                            |
| 1999  | Genève (Organisation internationale du travail et Université de Genève)                                            | Commission d’enquête de l’Organisation Internationale du Travail                   | Université McGill                                                                           | Université Paris-Sud 11                                                   | Université Paris Ouest Nanterre la Défense                                      | Nadia Lakhdari (Université McGill)                                                                                         |
| 1998  | Tunis (Université de Tunis III)                                                                                    | Centre international pour le règlement des différends relatifs aux investissements | Université libre de Bruxelles                                                               | Université Paris Ouest Nanterre la Défense                                | Université de Bourgogne (Dijon)                                                 | Julie Dutry (Université libre de Bruxelles)                                                                                |
| 1997  | Paris (Université Paris-Sud 11)                                                                                    | Cour internationale de justice                                                     | Université libre de Bruxelles                                                               | UQAM                                                                      | Université McGill                                                               | Farid Dahmane (Université Libre de Bruxelles)                                                                              |
| 1996  | Bruxelles—La Haye (Université libre de Bruxelles et Cour internationale de justice)                                | Cour internationale de justice                                                     | Université McGill (Victoire interne au Rousseau et contre les gagnants du Concours Telders) | Université libre de Bruxelles                                             | Université libre de Bruxelles et Université McGill (ex æquo)                    | Patrick Ferland (Université McGill)                                                                                        |
| 1995  | Genève (Université de Genève)                                                                                      | Cour internationale de justice                                                     | Université libre de Bruxelles                                                               | Université McGill                                                         | Université libre de Bruxelles                                                   | Laurence Weerts (Université Libre de Bruxelles)                                                                            |
| 1994  | Sherbrooke (Université de Sherbrooke)                                                                              | Cour internationale de justice                                                     | Université libre de Bruxelles                                                               | Institut universitaire de hautes études internationales de Genève (IUHEI) | Université libre de Bruxelles                                                   | Luca Falomo (Université libre de Bruxelles)                                                                                |
| 1993  | Bruxelles (Université libre de Bruxelles)                                                                          | Cour internationale de justice                                                     | Université libre de Bruxelles                                                               | Université du Québec à Montréal                                           | Université libre de Bruxelles                                                   | André Carbonneau (Université du Québec à Montréal)                                                                         |
| 1992  | Paris (Université de Paris)                                                                                        | Cour internationale de justice                                                     | Université libre de Bruxelles                                                               | Université McGill                                                         | Université Paris 1 Panthéon-Sorbonne et Université libre de Bruxelles (ex æquo) | Barbara Delcourt (Université libre de Bruxelles)                                                                           |
| 1991  | Québec (Université Laval)                                                                                          | Cour internationale de justice                                                     | Université McGill                                                                           | Université libre de Bruxelles                                             | Université libre de Bruxelles                                                   | Hélène Gagnon (Université McGill)                                                                                          |
| 1990  | La Haye (Cour internationale de justice)                                                                           | Banque internationale pour le commerce                                             | Université libre de Bruxelles                                                               | Université McGill                                                         | Université Libre de Bruxelles                                                   | Olivier Paye (Université libre de Bruxelles)                                                                               |
| 1989  | Genève (Université de Genève)                                                                                      | Cour internationale de justice                                                     | Université libre de Bruxelles                                                               | Institut universitaire de hautes études internationales de Genève (IUHEI) | Université libre de Bruxelles                                                   | Université de Genève/ Institut universitaire de hautes études internationales de Genève (IUHEI)                            |
| 1988  | Montréal (Université de Montréal)                                                                                  | Cour internationale de justice                                                     | Katholieke Universiteit Leuven                                                              | Université McGill                                                         | Katholieke Universiteit Leuven                                                  | Pierre Cartuyvels (Katholieke Universiteit Leuven)                                                                         |
| 1987  | Bruxelles (Université libre de Bruxelles)                                                                          | Cour internationale de justice                                                     | Université libre de Bruxelles                                                               | Université McGill                                                         | Université McGill                                                               | Anne Poutrain (Université libre de Bruxelles)                                                                              |
| 1986  | Lyon (Université de Lyon III)                                                                                      | Cour internationale de justice                                                     | Université McGill                                                                           | Université Paris Ouest Nanterre la Défense (Paris 10 Nanterre)            | Université libre de Bruxelles                                                   | Nicola Bonucci (Université Paris Ouest Nanterre la Défense)                                                                |
| 1985  | Sherbrooke (Université de Sherbrooke)                                                                              | Cour internationale de justice                                                     | Université libre de Bruxelles                                                               | Université de Montréal                                                    | Université libre de Bruxelles                                                   | Colette Vandeveld (Université libre de Bruxelles)                                                                          |

## Personnalités marquantes
Le comité d’honneur du RFDI comprend notamment les professeurs Émérites Daniel Dormoy, Daniel Turp et Éric David ainsi que Gilbert Guillaume, ancien Président de la Cour internationale de Justice, Claude Jorda, ancien Président du TPIY, Juge à la Cour pénale internationale, François Rousseau, ancien Chef adjoint de la division des relations extérieures, Organisation de Coopération et de Développement Économiques (OCDE). 

### Anciens juges
De nombreuses personnalités du monde juridique ont en outre officié en tant que juge du Concours, notamment Ronny Abraham, ancien président de la Cour internationale de justice, François Alabrune, le directeur des affaires juridiques au ministère français des Affaires étrangères, Jules Deschênes ancien juge au TPIY, Pierre Pescatore, ancien juge à la Cour de Justice des Communautés européennes et Ion Gâlea, juge à la Cour de justice de l’Union européenne ainsi que Charles Rousseau lui-même lors des premières éditions du Concours.

### Anciens plaideurs
Le RFDI tient à jour un annuaire des anciens plaideurs et des anciens encadreurs sur son site internet.